# St-Pierre-aux-Liens (Moret-sur-Loing)

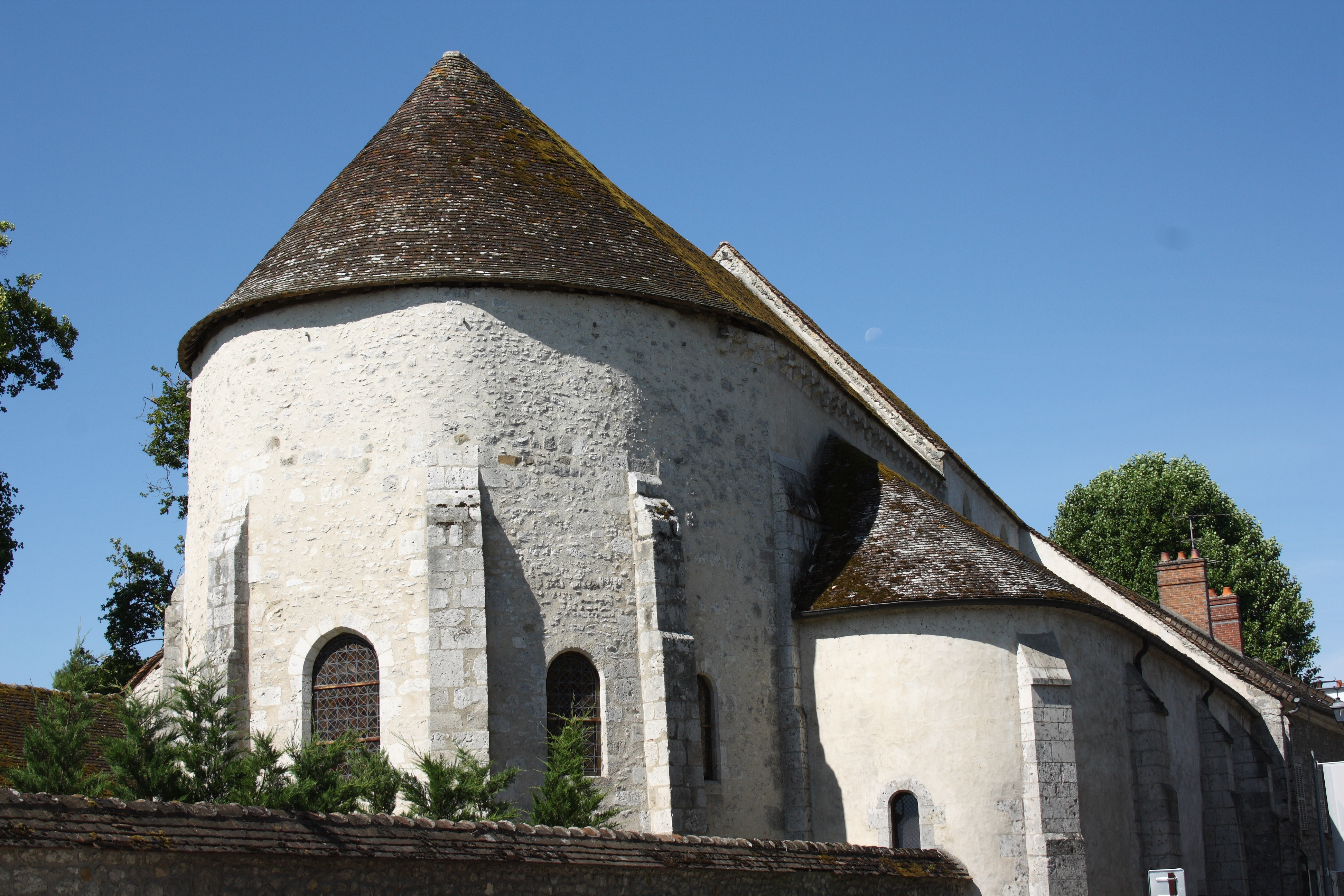
Kirche St. Pierre in Moret-sur-Loing von Südosten

Die katholische Kapelle Saint-Pierre-aux-Liens (dt. St. Peter in Ketten) in Moret-Loing-et-Orvanne, einer Stadt im Département Seine-et-Marne der Region Île-de-France, wurde in der zweiten Hälfte des 12. Jahrhunderts errichtet. Die Kapelle, an der Rue du Peintre Sisley Nr. 10 gelegen, ist seit 1914 ein geschütztes Baudenkmal (Monument historique).

## Geschichte
Die Kapelle ist das einzige erhaltene Gebäude des ehemaligen Benediktinerpriorats, das offiziell 1747 aufgehoben wurde. Die Kapelle wurde bis zur Französischen Revolution als Wallfahrtskapelle genutzt.

## Architektur
Der dreischiffige Bau mit einem halbrunden Chor, der sich außerhalb der Stadtbefestigung befindet, wird an den Außenwänden durch Strebepfeiler gegliedert. Die Rundbogenöffnungen sind mit Bleiglasfenstern versehen. Das Portal an seiner Südseite besitzt schlichte Archivolten.
Die Kapelle, die sich heute im Besitz der Stadt befindet, wird für Ausstellungen genutzt.